# Maryn Stucken
Maryn Stucken (* 1948 in Bremen) ist eine deutsche Bühnenautorin und Regisseurin, sowie Gründerin und erste Künstlerische Leiterin des Lichthof-Theaters.

## Leben
Stucken wurde 1948 in Bremen als Tochter sich auf Heimaturlaub befindlicher deutschstämmiger Südafrikaner geboren. Sie wuchs in Port Elizabeth in Südafrika auf und lebt in Hamburg. Sie studierte Ethik und Philosophie an der Universität Kapstadt.
Sie war in den 1980er Jahren Lehrerin an der Gesamtschule Altona in Hamburg-Altona. Dort schrieb sie das Schultheaterstück Bruno Tesch an einem Sonntag in Altona, welches letztlich entscheidend dazu führte, dass die Forderung der Schule nach Umbenennung in Bruno-Tesch-Gesamtschule erfolgreich war.
Ihr Theatereinstieg begann 1986 in Hamburg in der Arbeit mit Eva-Maria Martin (Kampnagel Hamburg) und Walter Lott (Actors Studio, Wien und Berlin), darüber hinaus assistierte sie dem legendären Barney Simon am Market Theatre (Johannesburg, 1990).
1994 gründete sie in Hamburg die „theaterwerkstatt Lichthof“, das heutige LICHTHOF Theater. Hier arbeitete sie sowohl als Künstlerische Leiterin (bis 2008) als auch als Regisseurin und Bühnenautorin. Sie ist Vorstandsmitglied der Lichthof-Stiftung.  Sie lebt mit dem Musiker Abi Wallenstein zusammen.